# Artik
Артем Ігорович Умрихін (відомий під псевдонімом Артік, нар.. 9 грудня 1985, Запоріжжя, Українська РСР, СРСР) — український виконавець, режисер, продюсер, композитор. Лауреат телефестивалю «Пісня року — 2011», володар премії «Золотий Грамофон — 2011» за музику до пісні Джигана та Юлії Савічової «Отпусти».

## Життєпис
Артем Умріхін народився 9 грудня 1985 року в українському місті Запоріжжі . За його власними словами, його перше знайомство з хіп-хоп та захоплення музикою відбулося у 11-річному віці, коли почув, як сусідський хлопець читає тексти гурту "Мальчишник. Перші записи він зробив у 1997 році, використовуючи для відтворення фонограми та записи два магнітофони .
Умріхін — автор багатьох композицій, зокрема «Над землей» (T-Killah і Настя Кочеткова), «Отпусти» (Джиган і Юлія Савичева), "Ты рядом (Джиган та Жанна Фріске), «Домой» (Іван Дорн) . Крім того, він працював з Дімою Біланом, Анною Сєдоковою, DJ Smash, Леонідом Руденком, Женею Мільковським (група Нерви) .

## Музична кар'єра

### Гурт «Караты»
2003 року Артем Умріхін переїжджає до Києва, де під псевдонімом Артік продовжує займатися хіп-хопом. Того ж року гурт «Караты», який він очолює та продюсує, посів друге призове місце на щорічному міжнародному фестивалі хіп-хоп культури InDaHouse. У 2004 році «Караты» представили збірки «Платиновая Музыка» та «Грязная Музыка». У 2005 році вони були представлені в номінації «найкращий RnB/HipHop гурт» на українській музичній премії ShowBiz AWARD .
Дебютний альбом «Копий Нет» названий «Найкращим альбомом року» за версією всеукраїнської премії RnB FRESH AWARDS (2007) та премії «Патипа RnB Awards» (2008). Група брала участь у телевізійному концерті « Пісня Року 2008» із композицією «Боже, помилуй», записаною спільно з Дімою Клімашенком. У тому ж році Всеукраїнська премія «SHOWTIME RnB/Hip-Hop AWARDS» назвала «Караты» «Найкращим RnB гуртом 2008».
У 2009 році гурт отримав премії «Найкращий RnB гурт 2009» від MuzLife Awards та «Найкращий Хіп-хоп гурт 2009» від премії «Кришталевий Мікрофон» .
Спільна робота Артіка з гуртом Quest Pistols була завантажена понад 250 000 разів. Відеокліп на трек «Лица», записаний спільно з L'One (група Marselle) та Женею Мільковським, подивилися на Youtube понад 200 000 разів.
Влітку 2010 року Артік спільно з Золотим зняв промовідео для легендарного московського клубу «ЖАРА», а в лютому 2011 року презентували спільну міні-програму в Києві.

### «Артік та Асті»
У 2010 році Артік почув запис на той момент ще невідомої вокалістки Asti. Він створив проєкт Artik & Asti, у складі якого продовжує творчу діяльність . Популярність до колективу прийшла з виходом синглу «Моя последняя надежда». Кліп на цю композицію в Youtube за кілька перших місяців набрав близько півтора мільйона переглядів. Наступний сингл «Облака» увійшов до ТОП-100 пісень Росії, що найбільше ротуються, і довгий час зберігав позиції в чарті радіостанції DFM.
14 лютого 2012 року Artik & Asti спільно з DJ Smash представили спільну роботу на щорічному фестивалі Big Love Show, що транслюється у прямому ефірі телеканалу Ю.
Восени 2013 року дует презентував дебютний альбом «РайОдинНаДвоих», який посів перші позиції російського чарту iTunes. 2014 року ARTIK & ASTI були номіновані на музичну премію телеканалу Russian MusicBox у номінації «Прорив Року».
Загалом, за підсумками 2015 року альбом гурту Artik & Asti — «Здесь и сейчас» отримав статус двічі платинового релізу в Росії, зайняв 9-тий рядок найбільш продаваних альбомів за 2015 рік за версією iTunes, а група Artik & Asti стала одним із найбільш гастрольованих артистів Росії.
Крім того, у жовтні 2015 року гурт переміг у номінації «Найкращий Поп-Проєкт» щорічної музичної премії «Прорив року».
Навесні 2016 року Artik & Asti увійшли до списку номінантів музичної премії телеканалу Муз-Тв у номінації «Прорив Року» та були представлені одразу у двох номінаціях музичної премії телеканалу Ру-Тв у номінаціях «Найкращий Старт» та "Найкраща акторська роль у кліпі".
А восени 2016 року їх не залишила поза увагою Реальна премія MusicBox.
Дуетна пісня Artik & Asti з Марсель «Не отдам», що вийшла у вересні 2016 року, понад два тижні займала лідируючу сходинку в головній десятці iTunes.
2 листопада 2021 року Artik & Asti підтвердили чутки про розпад гурту в нинішньому складі, й Asti покинула гурт.

## Продюсування
Крім своєї кар'єри музиканта, Артік зайнятий продюсуванням. Першою роботою в цій галузі стала композиція, написана для T-Killah та Анастасії Кочеткової, під назвою «Над землей», яка стала головним танцювальним хітом 2010 року на провідних радіостанціях та телекомпаніях СНД. Артіка як саунд-продюсера було залучено до роботи над дебютним альбомом російського хіп-хоп виконавця Джигана. Хітом альбому «Холодное сердце» стала композиція «Отпусти», записана Джиганом спільно з Юлією Савічевою, за яку Артік як композитор удостоївся премій « Золотий Грамофон» та «Пісня Року». Артік також виступив саунд-продюсером другого альбому Джигана «Музыка. Жизнь.», який отримав премії телеканалу Муз-ТВ. У 2014 році були номіновані на Реальну премію MusicBox.
Артік є фундатором компанії Self made music.
У 2017 році Артік написав пісню «Яд» для свого нового продюсерського проєкту Артема Качера.

## Особисте життя
Дружина Раміна Умріхіна (Єздовська) — циганка за національністю. В 2017 році у них у шлюбі народився син Ітан, хлопчик народився в Маямі і тому вважається громадянином США . 9 серпня 2019 року народилася дочка Наомі.

## Дискографія
- 2007 — «Копий нет» у складі гурту «Караты»
- 2009 — «Основы» (у складі гурту «Караты»
- 2010 — «Не альбом» як ARTIK
- 2013 — «#РайОдинНаДвоих» у складі ARTIK & ASTI
- 2015 (лютий) — «Здесь и сейчас» у складі ARTIK & ASTI
- 2017 (квітень) — «Номер 1» у складі ARTIK & ASTI
- 2019 (березень) — «7 (Part 1)» у складі ARTIK & ASTI
- 2020 (лютий) — «7 (Part 2)» у складі ARTIK & ASTI
- 2021 (березень) — «Миллениум» у складі ARTIK & ASTI
- 2021 (липень) — «Миллениум Х» у складі ARTIK & ASTI

## Саундтреки
- 2010 — Город-Герой Севастополь — саундтрек до фільму «Я — Севастополець». Спільно зі СВО.

## Кліпи
- 2008 — Немного перца (remake), совместно з гуртом «Горячий шоколад»
- 2008 — Привыкаю (remake), разом із Анною Сєдоковою
- 2009 — Лица, разом із L'One, Женьою Мильковським
- 2010 — Где вы есть? (promo video), разом із Zolotoy
- 2011 — Город не уснет, разом із Женей Мильковским
- 2011 — Последний раунд, разом із Максимом Слипченко
- 2012 — Глаза, разом із Джиганом
- 2019 — Бэйба, разом із Артемом Качером
- 2020 — Die for you, разом із DYFL
- 2021 — En El Lambo, разом із Marvin & SuperSonya
- 2021 — Lennis Rodriguez, разом із Dime Quién
- 2022 — Как в первый раз с Ханной

У складі «Артік та Асті»
- 2011 — Моя последняя надежда
- 2012 — Облака
- 2013 — Сладкий сон
- 2013 — Держи меня крепче
- 2013 — На край земли
- 2013 — Больше чем любовь
- 2014 — Очень Очень
- 2014 — Половина
- 2014 — Никому не отдам
- 2015 — Кто я тебе?
- 2016 — Тебе всё можно
- 2016 — Я твоя
- 2017 — Неделимы
- 2017 — Пахну лишь тобой, разом із Глюк'οΖοю
- 2017 — Номер 1
- 2018 — Зачем я тебе?!
- 2018 — Ангел
- 2018 — Невероятно
- 2019 — Грустный дэнс, разом із Артёмом Качером
- 2019 — Под гипнозом
- 2019 — Таких не бывает, разом із Джиганом
- 2020 — Девочка танцуй
- 2020 — Возьми мою руку, разом із Станіславом Михайловим
- 2020 — Москва не верит слезам, разом із гуртом «Руки Вверх»
- 2021 — Истеричка
- 2021 — МамаМия, разом із Jah Khalibом
- 2021 — Она не я
- 2022 — Гармония